# Weißkohl

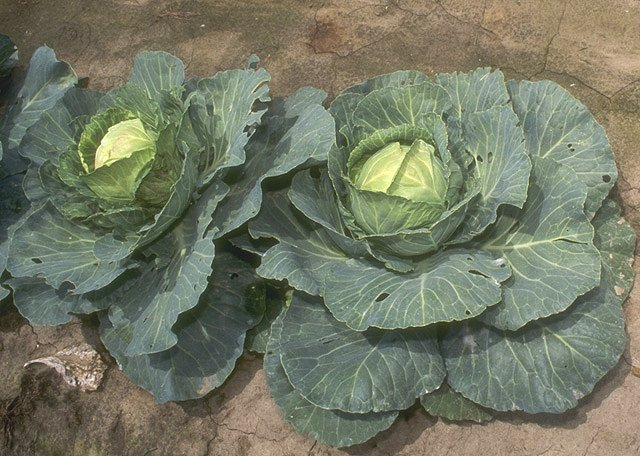
Weißkohl

Weißkohl (Bezeichnung in Nord- und Mitteldeutschland), Kraut bzw. Weißkraut (österreichisches Hochdeutsch, aber auch in Mittelost- und Süddeutschland), Kabis bzw. Weisskabis (Schweizer Hochdeutsch), auch Kappes (Mittelwestdeutschland) oder Kohl (Nord- und Mitteldeutschland) genannt, regional auch „Kaps“, „Kappus“ oder „Kobis“ (Brassica oleracea convar. capitata var. alba) ist eine Variante des Kopfkohls und ein Gemüse, das vor allem im Herbst und Winter Saison hat. Aus ihm lassen sich deftige Eintöpfe, Krautkuchen, Kohlrouladen oder Salate herstellen. Er zeichnet sich durch seinen hohen Anteil an Vitamin C (46 mg/100 g) und antibiotisch wirkende Senfölglycoside aus.

## Etymologie
Die Bezeichnung Kohl geht auf das lateinische caul(is) zurück. Auch das vor allem im Rheinland und Ruhrgebiet geläufige Wort „Kappes“ ist über die Form caputium aus dem lateinischen caput, der Kopf, entstanden. Das Wort ist über das Französische caboche auch ins Englische als cabbage gelangt. In der Deutschschweiz ist die Variante „Kabis“ bzw. mundartlich „Chabis“ üblich, in Südtirol „Kobis“. Zu Bayern siehe den Artikel Gabisgarten.
„Kappes“, „Kabis“ usw. bedeutet regional auch „Unsinn“ oder „Unfug“.

## Beschreibung
Viele Weißkohlsorten haben Köpfe, die deutlich größer sind als die des Rotkohls. Früh marktreife Sorten werden in der Regel als Kopfkohl vermarktet. Die später marktreifen und vielfach großvolumigen Sorten werden zu einem Großteil zu Sauerkraut verarbeitet.
Zuchtziele sind insbesondere und je nach Verwendungsziel Platzfestigkeit bei gleichzeitiger Kompaktheit, kurzer Innenzapfen, Lagerfähigkeit, Krankheits- und Schädlingsresistenz sowie Eliminierung genetisch bestimmter Defekte wie interner Nekrosen, die „Tabak“ genannt werden.
Die am meisten angebauten Sorten sind rundköpfig, wodurch sie leichter maschinell zu verarbeiten sind. Im Norden sind auch platte Kopfarten wie Amager zu finden. In Süddeutschland werden auch das aromatische Spitzkraut und das Filderkraut gezogen.
Die Benetzbarkeit der Blattoberfläche ist gering. Wasser perlt in Tropfen ab, wie es auch bei Lotosblumen beobachtet werden kann, und nimmt dabei auf der Oberfläche anhaftende Schmutzpartikel mit (Lotuseffekt).

## Varianten
Spitzkohl oder Spitzkraut ist eine mit dem Weißkohl verwandte Sorte. Filderkraut (nach den Fildern, einer fruchtbaren Ebene bei Stuttgart) ist eine festere Variante des Spitzkohls mit kräftigeren Blättern.
Jaroma-Kohl ist eine alte Kohlart, die wieder neu gezüchtet wurde. Gegenüber Weißkohl ist sie nicht rund, sondern von flacher Gestalt und hat einen milderen Geschmack. Im Vergleich zu anderen Kohlsorten sind Jaromakohlblätter relativ filigran und lassen sich daher vergleichsweise schnell garkochen.

## Geschichte
Als „Weißkohl“ wurde auch der Blatt-Mangold (lateinisch früher Bleta alba) bezeichnet. Eine frühe Abbildung des Weißkohls findet sich bei Leonhart Fuchs (1542). Um bei Weißkohl den Ertrag zu steigern, werden heute meistens CMS-Sorten (F1-Hybride) angebaut.

## Wirtschaftliche Bedeutung
2022 wurden laut der Ernährungs- und Landwirtschaftsorganisation FAO weltweit 72.603.755 t Kohl geerntet.
Folgende Tabelle gibt eine Übersicht über die zehn größten Produzenten von Kohl weltweit, die insgesamt 79,4 % der Erntemenge produzierten.
| Rang | Land                | Menge (in t) |
| ---- | ------------------- | ------------ |
| 1    | Volksrepublik China | 34.986.294   |
| 2    | Indien              | 9.825.000    |
| 3    | Südkorea            | 2.428.894    |
| 4    | Russland            | 2.298.209    |
| 5    | Ukraine             | 1.533.450    |
| 6    | Indonesien          | 1.503.798    |
| 7    | Japan               | 1.460.066    |
| 8    | Kenia               | 1.381.935    |
| 9    | Vietnam             | 1.174.615    |
| 10   | Vereinigte Staaten  | 1.029.337    |
|      | Summe Top Ten       | 57.621.598   |
|      | restliche Länder    | 14.982.157   |

Im Jahr 2022 erntete Deutschland 650.360 t, Österreich kam auf 66.510 t und die Schweiz auf 34.841 t.

## Inhaltsstoffe
| 100 g Weißkohl enthalten: |                  |         |       |        |         |           |           |
| Quelle                    | Brennwert        | Wasser  | Fett  | Kalium | Calcium | Magnesium | Vitamin C |
| 1                         | 105 kJ (25 kcal) | 90,3 g  | 0,2 g | 255 mg | 45 mg   | 14 mg     | 50 mg     |
| 2                         | 105 kJ (25 kcal) | 92,18 g | 0,1 g | 170 mg | 40 mg   | 12 mg     | 36,6 mg   |

In Sauerkraut und Weißkohl ist Ascorbinsäure auch in Form von Ascorbigen A und B (C-2-Scatyl-L-ascorbinsäure) gebunden. Wird das Gemüse gekocht, zerfallen die Moleküle in L-Ascorbinsäure und 3-Hydroxyindol, so dass es in gekochtem Zustand mehr Vitamin C enthalten kann als im rohen Zustand. Durch zu langes Kochen wird das Vitamin jedoch zerstört.

## Nutzung

### Ernährung
Weißkohl gehört zu den häufig verwendeten Gemüsesorten in der mittel- und osteuropäischen Küche. Als gutes Lagergemüse ist er fast ganzjährig frisch verfügbar und wird so für Krautsalat und als Einlage von marinierten Gemüsesalaten verwendet. Typisch ist die Konservierung/Fermentierung durch Milchsäuregärung wie bei Sauerkraut, seltener auch Kimchi. 
Wegen des hohen Anteils an Zellulose haben Speisen aus Weißkohl (oder mit diesem) eine lange Garzeit. Er wird sowohl für eigenständige Gerichte wie z. B. Kohlroulade oder Weißkohleintopf, als Hauptbestandteil wie z. B. Krautfleckerl oder als Beilage in Form von Bayrisch Kraut oder gekochtem Sauerkraut verwendet. Zu den Speisen mit Sauerkraut gehört der Bigos.
Weißkohl gilt als schwer verdaulich und ist darum nicht für die diätische Ernährung bei Erkrankungen des Magen-Darm-Trakts geeignet. Als fettarme Zutat gehört er zu den Speisen einer energiereduzierten Ernährung. Zur Förderung der Verdaulichkeit wird in der mitteleuropäischen Küche typischerweise Kümmel zu Kohlgerichten als Gewürz gegeben.

### Pharmakologie
Frischer Weißkohlsaft wird in der Volksheilkunde bei Magen- und Zwölffingerdarmgeschwüren eingesetzt. Kenntnisse zur Wirksamkeit sind bisher unzureichend.
Ebenso kann Sauerkrautsaft bei Verdauungsbeschwerden angewendet werden.
Äußerlich wurden früher gequetschte Kohlblätter zur Heilung von Geschwüren, Wunden und bei Furunkulose aufgelegt.
Bei überwiegender Ernährung mit Kohl (wie sie z. B. in Notzeiten üblich war) wurden vermehrt Vergrößerungen der Schilddrüse beobachtet.
Verantwortlich hierfür sind die im Weißkohl enthaltenen Glucosinolate, weil deren Spaltprodukte die Jodid-Aufnahme hemmen.

## Bilder

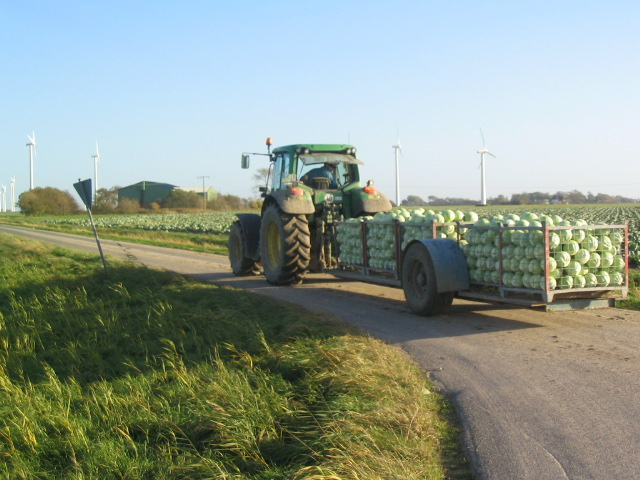
Kohlernte bei Hedwigenkoog, Dithmarschen
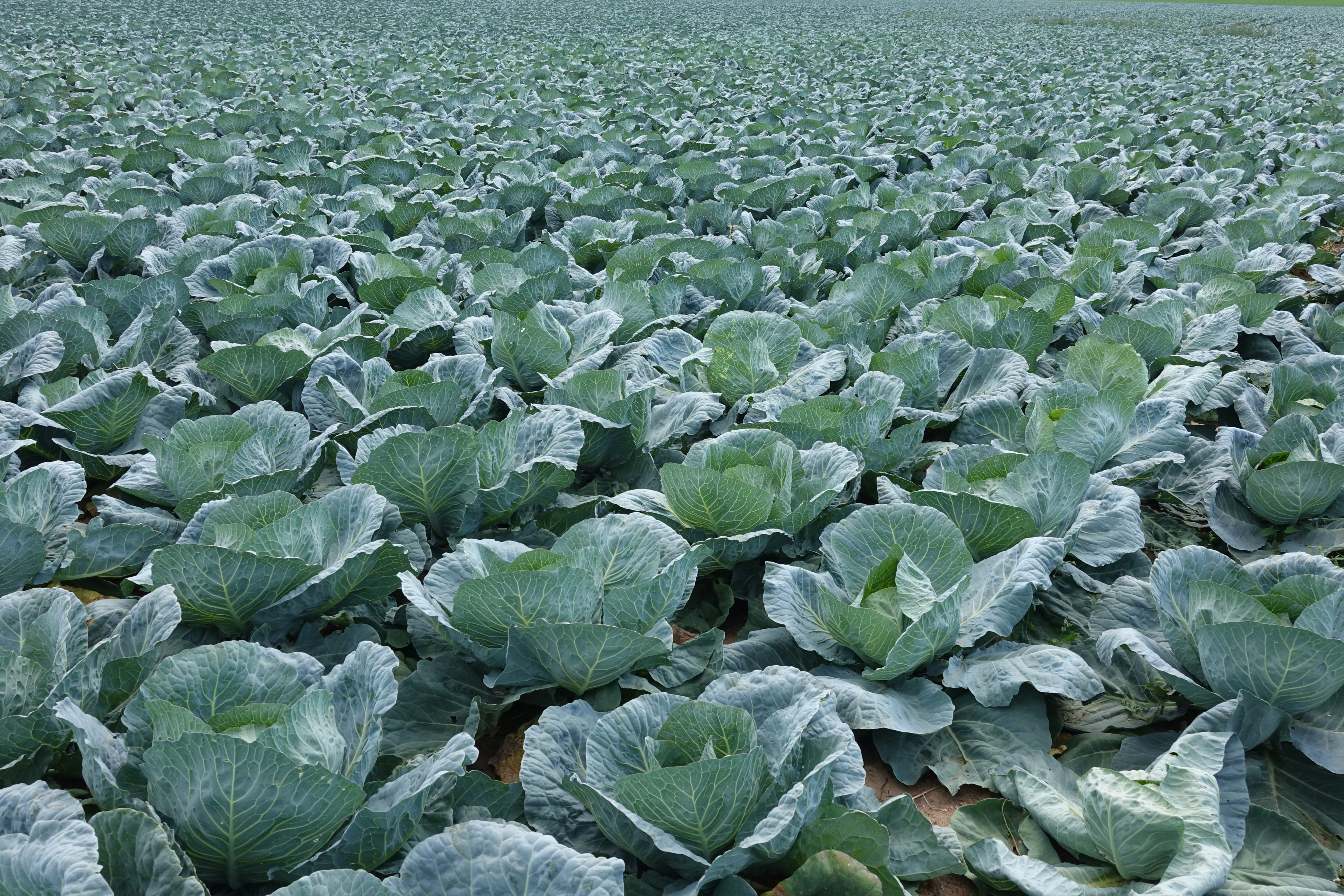
Kohlfeld
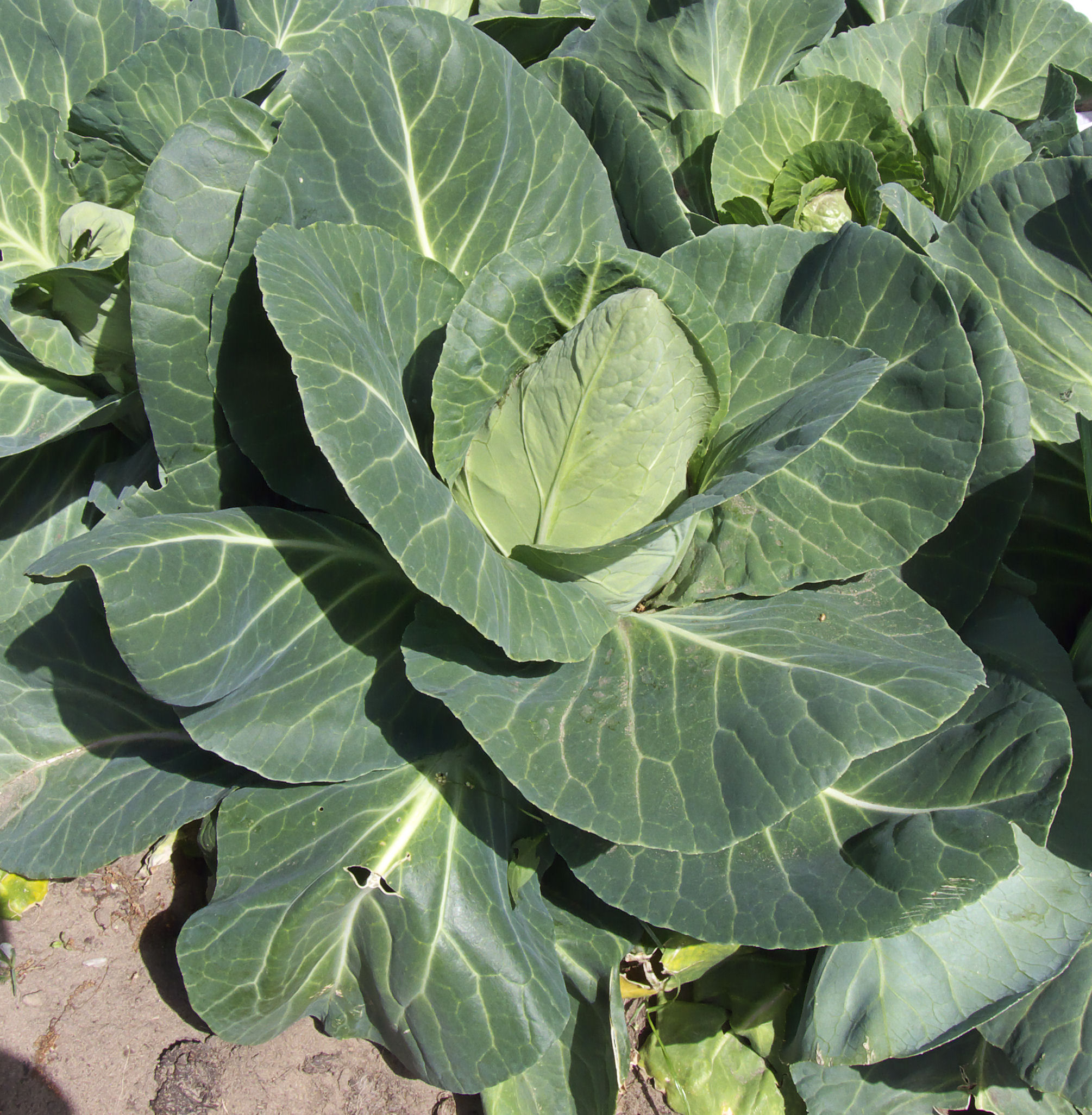
Spitzkohl
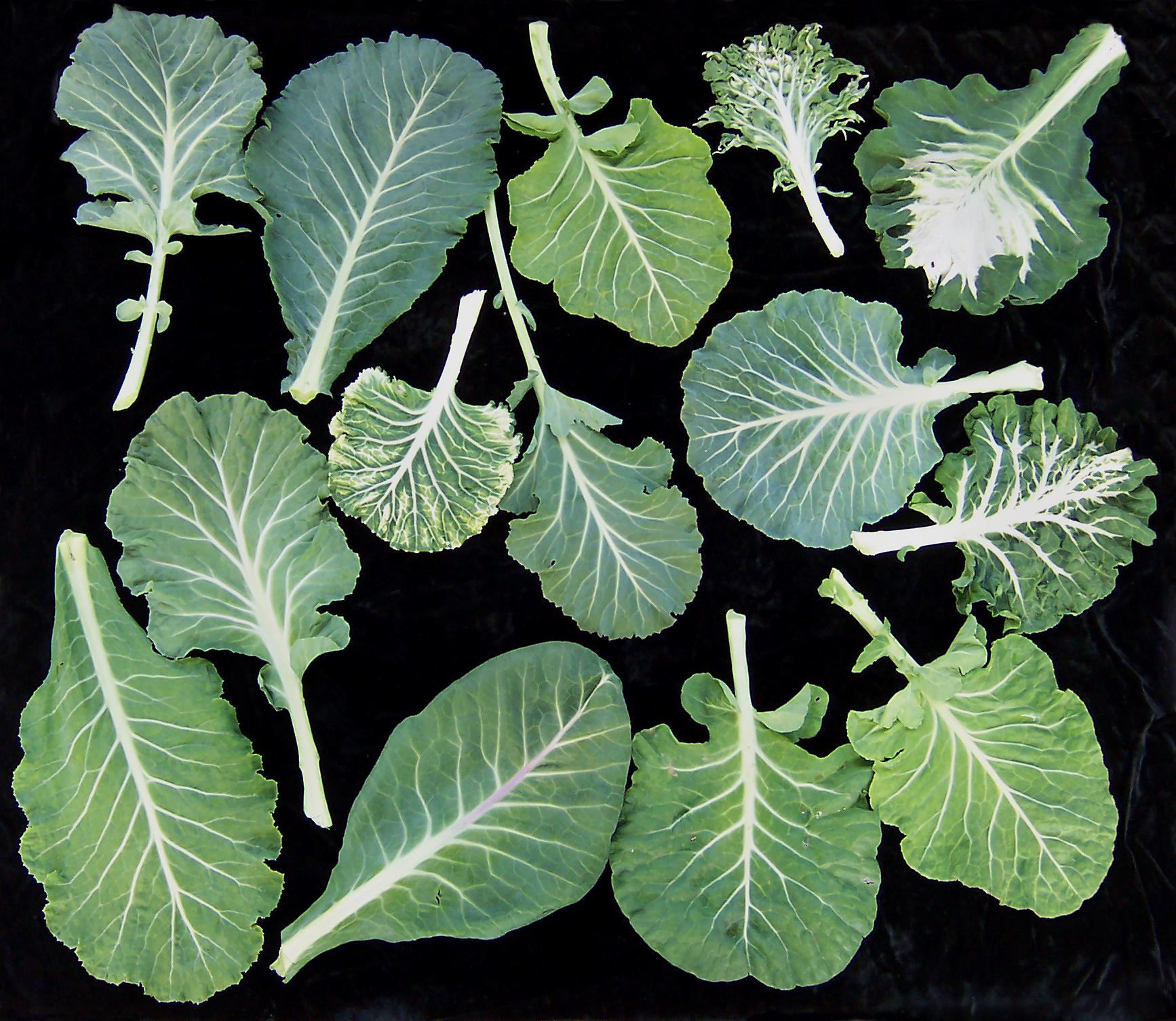
Natürliche Variationen von Kohlblättern
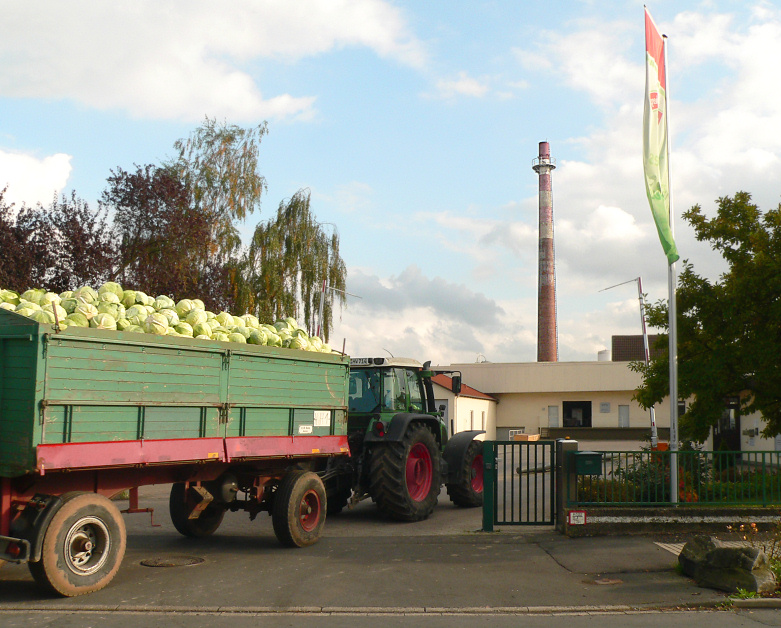
Weißkohlanlieferung in die Sauerkrautfabrik
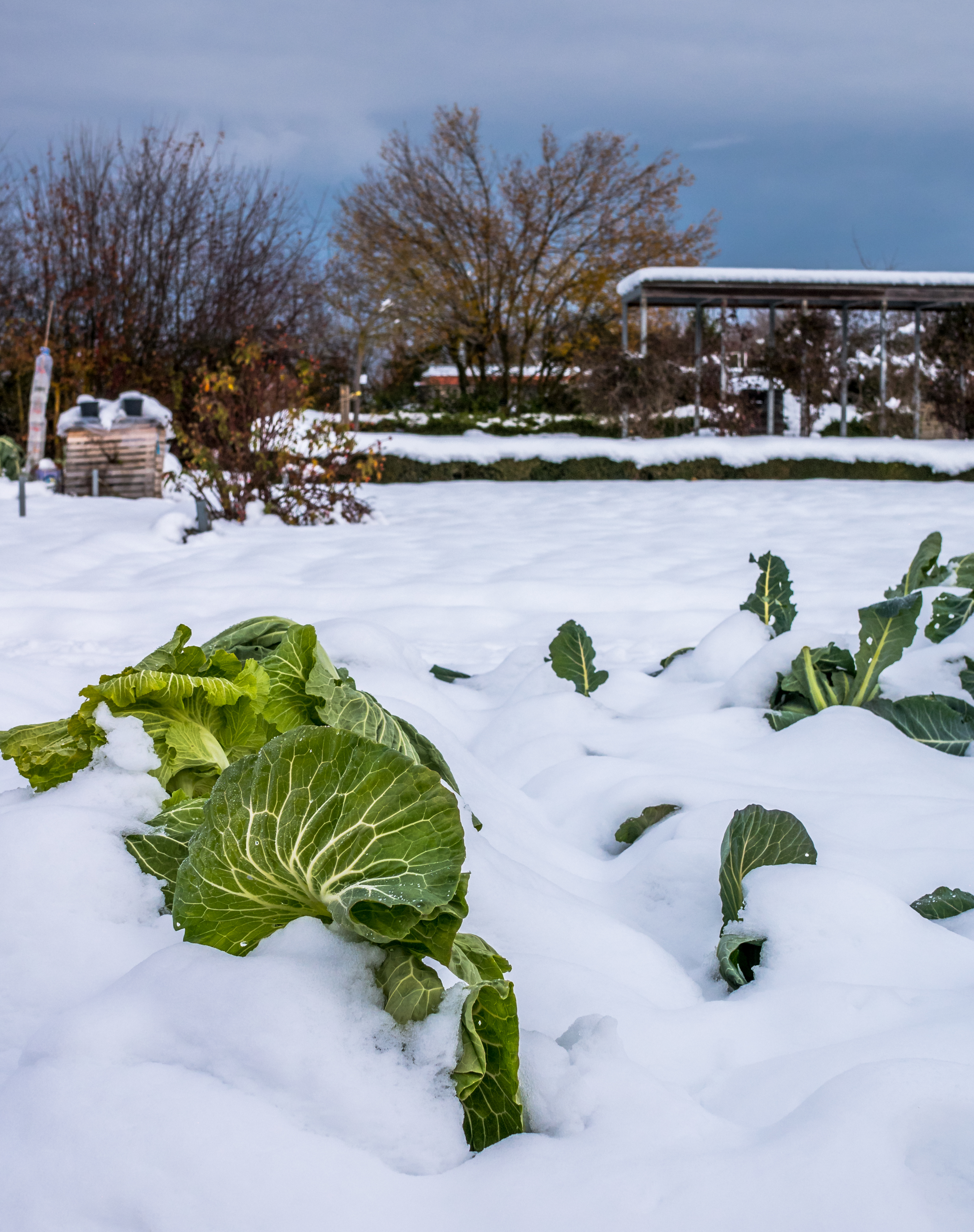
Weißkohl im Schnee

## Trivia
Die Bezeichnung „Krauts“ stand im britischen und US-amerikanischen Englisch als Ethnophaulismus vor allem in den Weltkriegen für die Deutschen.